# 大花石蝴蝶
大花石蝴蝶（学名：Petrocosmea grandiflora）为苦苣苔科石蝴蝶属下的一个种。种名grandiflora意为“大花的”。